# Canopus i Argo
Canopus i Argo: Ur arkiven är samlingsvolymens titel på en serie om fem science fiction-romaner av författarinnan Doris Lessing. Pentalogin visar från många olika infallsvinklar ett par mycket avancerade rymdcivilisationers enträgna försök med "påtvingad evolution".
1. Shikasta. Re: Colonised Planet 5 (1979)  ISBN 0-394-50732-0
2. The Marriages Between Zones Three, Four and Five (1980) ISBN 0-394-50914-5
3. The Sirian Experiments (1980) ISBN 0-394-51231-6
4. The Making of the Representative for Planet 8 (1982) ISBN 0-394-51906-X
5. The Sentimental Agents in the Volyen Empire (1983) ISBN 0-394-52968-5

Argo syftar på stjärnbilden med namn av Jasons och argonauternas skeppet Argo, vilken numera är uppdelad på tre och Canopus, himmelens näst ljusstarkaste stjärna, återfinns numera i Kölen. Lessing har i sin engelska titel haft lite problem med genitivformen.
Med rymdeposet Shikasta leder Lessings karriär in på ett allvarligt försök inom mjuk science fiction efter att ha undersökt "inre verkligheter" och blivit fascinerad av de nya möjligheterna med genren. "Jorden", här kallad Shikasta blev inledningen till denna serie om fem böcker. Pentalogin porträtterar ett antal samhällen vid olika stadier i sin utveckling under en ansenlig tidrymd. Fokus ligger på forcerad evolution som genomförs på mindre avancerade arter och samhällen. Romanerna utspelar sig i samma framtida historieskrivning, men följer inte en fortlöpande berättelse. Varje bok täcker icke samhörande händelser med undantag av Shikasta och The Sirian Experiments, vilka berättar historien om forcerad evolution på jorden sedd med ögonen hos varelser från himmelens två ljusaste stjärnor Canopus respektive Sirius.
Canopus in Argos-serien som helhet faller inom kategorierna "social science fiction" eller "mjuk science fiction" med sitt fokus på mänskliga karaktärer och socialt-kulturella frågor. Vetenskap och tekniska detaljer beskrivs mycket svepande och är medvetet nedtonande till förmån för metafysiska företeelser. Dessa skrifter representerade en väsentlig tyngdpunktsförskjutning i Lessings författarskap, influerad av andliga och mystiska teman inom sufism, särskilt Idries Shah.

## Omdömen
Bland kännare av science fiction betraktas dessa verk som några av de mest originella romaner som skrivits. Science fictions verktyg blir i Lessings händer till parabler och allegorisk/didaktiska skildringar, med anspelningar på förmyndarattityder i bibelskildringar och tydlig inspiration från sufismen. Lessing har själv sagt sig ha roligt, när hon skrev Shikasta och på frågan vilken av hennes böcker som hon anser viktigast, valt Canopus in Argos-serien.
Canopus i Argo-pentalogin har visserligen inte belönat Lessing med några av SF-genrens stora priser, Hugo eller Nebula, men gav likväl en plats som författare-hedersgäst på 1987 års Worldcon (Science Fiction-världskonvent). I sin presentation där beskrev hon sin SF-betonade Memoirs of a Survivor (1974) som "ett försök till en självbiografi" och blev mycket väl mottagen. Mainstreamförfattare i gemen undviker gärna att skylta med sina försök inom SF, medan Lessing aldrig tvekat att medge detta. Hennes inledning till Shikasta är en klar hyllning till de vidgade möjligheter som hon anser att science fiction ger en författare. 
Lessing var aktuell som nobelpriskandidat redan på 1970-talet, men det sägs att hennes science fiction-böcker inte vann akademins gillande. 2007 kom dock dessa farhågor äntligen på skam och borde kunna tas som intäkt för att genren härmed blivit även litterärt godtagen finkultur. I ett specialinsatt program i TV1 2007-10-11 avslöjade dock Horace Engdahl på tal om författares eventuella ojämnhet skulle spela in vid akademins val, att så inte längre var fallet. Enstaka missar är inte avgörande och för Lessings del gällde det ”möjligen den där Shikasta-serien. Där kan det bli lite påfrestande”.  

## Sammandrag (titlar efter svenska utgåvor)
- Shikasta (ISBN 91-7160-447-2) - Det är hemlig historia om planeten Shikasta, som bär omisskännlig likhet med jorden. En upprörande allegori ur den avancerade Canopus-civilisationens perspektiv i form av rapporter från sändebudet Johor. Hans redogörelser är en blandning av fabel och pseudodokumentära avsnitt från mytisk forntid till 1900-talets realiteter. Berättelsen om vår planets sista dagar utspelar sig i gränslandet mellan futuristisk fantasi och realistisk samhällskritik i ett kosmos, där jordens öde påverkas av rivalitet och mellanhavanden hos tre mäktiga galaktiska imperier. Genom tidsrymder har det mer högtstående planetsystemet runt Canopus dokumenterat Shikastas framsteg och försökt skydda invånarna från Shammats onda inflytande. Fängslande skildras vår jords förhistoria, utveckling och förfall. Shikastanerna fortsätter att stånga sig mot utplåning. Via sändebudet framförs hård kritik mot de västerländska samhällenas krassa materialism, miljöförstöring och terrorism.

Läsaren får stifta bekantskap med zon 6, en av flera som i koncentriska sfärer omger den fasta planeten Shikasta. Dessa höljen är mer eller mindre tillfälliga existensnivåer för såväl planetens egna "döda" invånare som rymdfarande canopeaner på besök.
- Giftermålen mellan zonerna tre, fyra och fem (ISBN 91-7160-495-2) – En fantasy i forn tidsålder, där somliga talar med djur och andra har magiska ogenomträngliga sköldar. Berättad av krönikörerna i den belevade zon tre tecknas en serie kulturers inflytande inom "zonerna", som är mer eller mindre avancerade än deras egen. Bakom kulisserna styr och ställer Bevararna till Zonernas bästa, vars ukaser åtlyds om än motvilligt av de utpekade.  Här ges en annorlunda uppfattning av zonernas fysiska beskaffenhet, berg, lågland respektive öken än i Shikasta. I så måtto att dessa tre visserligen endast skiljs åt av passerbara gränser på en och samma planetyta, men ändå erbjuder psykiskt motstånd. I zon tre styr drottning Al*Ith, vald av folket, men nu kallad av trumljud att tidvis uppsöka och umgås med krigarkungen Ben Ata, som härskar över zon fyra. Han ligger i långvarig fejd med de förmodade ökenbarbarerna i zon fem. Dessa är dock bara en hästburen rövande gränsstam, vars hövdingadotter Vahshi genom list så småningom också lyckas komma Ben Ata in på livet. Detta blir en "ménage à trois", som Lessing fyller med kända motpoler: manligt-kvinnligt, kultur-barbari, glädje-sorg, gott-ont och passion-plikt.
- Planeten Sirius' experiment (ISBN 91-7160-574-6) - Rapport från Ambien II. Fokuserar liksom Shikasta på jordens historia men ur besökares från Sirius perspektiv snarare än Canopus’. Sirianerna är inte lika insatta i betydelsen av kosmiska resonanser och dessas inflytande på historiska förlopp, som canopeanerna.
- Planet 8: representanternas lärotid  – Berättelsen om civilisation på en planet som till följd av interstellära förändringar sakta hotas av utplåning och om Canopus relation till dem. Klimatet går mot kallare tider och urinvånarna får hjälp och ledning av de ständigt välvilliga canopeanerna. Länken till jordens egen historia är indirekt, men betonar klimatets känsliga balans.
- De känslosamma agenterna i imperiet Volyen – En berättelse om hur Canopus-agenter på en mindre avancerad planet utforskar retorikens faror. Handlingen utspelar sig i det förhållandevis svaga interstellära imperiet Volyen, som får utstå kulturell påverkan av de välvilliga canopeanerna. Sambandet med de andra Canopus i Argo-delarna är svagt. Shammats onda invånare, de som var huvudkällan till Shikastas lidanden, dyker upp helt kort. Inget avgörande inträffar, men Lessing driver med historiskt deterministisk politisk retorik och det föreslås att canopeanerna med tiden nog kan konvertera själva Shammat till sitt sätt att tänka.